# Jean-Pierre Ouellet
Pour les articles homonymes, voir Ouellet.
Jean-Pierre Ouellet est un enseignant et un homme politique canadien.

## Biographie
Jean-Pierre Ouellet est né le 21 août 1946 à Saint-Éleuthère, désormais un quartier de Pohénégamook, au Québec. Son père est Zéphirin Ouellet et sa mère est Bertha Ouellet. Il étudie à l'école de Baker-Brook, au Séminaire Saint-Joseph de Trois-Rivières, au Collège Saint-Louis-Maillet d'Edmundston, à l'Université de Moncton et en 1992 il obtient un MBA de l'Université du Québec à Montréal.. Il épouse Nicole Lang le 16 août 1969 et le couple a 3 trois enfants; Dominique,Pierre-Luc et Stéphanie.
Il est député de Madawaska-les-Lacs à l'Assemblée législative du Nouveau-Brunswick de 1974 à 1987 en tant que progressiste-conservateur. Il est aussi ministre de la Jeunesse, de 1974 à 1976, ministre de la Jeunesse, des Loisirs et du Patrimoine de 1976 à 1982, ministre des Affaires culturelles et du Patrimoine de 1982 à 1985 et ministre de l'Éducation de 1985 à 1987. Candidat aux élections fédérales de 2006 et 2008 dans la circonscription de Madawaska-Restigouche; il est maintenant propriétaire de Quais Versatiles des 3 Frontières Inc.